# Rheinmünster
Rheinmünster – miejscowość i gmina w Niemczech, w kraju związkowym Badenia-Wirtembergia, w rejencji Karlsruhe, w regionie Mittlerer Oberrhein, w powiecie Rastatt, siedziba związku gmin Rheinmünster-Lichtenau. Leży nad Renem, ok. 17 km na południowy zachód od Rastatt, przy drodze krajowej B36 i granicy z Francją. Na terenie gminy zlokalizowany jest port lotniczy Karlsruhe/Baden-Baden.